# Véronique Lemaître
Véronique Lemaître is een personage uit de Vlaamse soapserie Wittekerke dat werd gespeeld door Marijke Pinoy in de eerste 2 seizoenen, van 1993 tot 1994.

## Personage
Véronique is advocate en komt naar Wittekerke om Christel Steveniers te vervangen, die door Jos Verlackt vermoord werd. Véronique is op de vlucht voor haar vader François Lemaître, die haar leven probeert te controleren. Ze gaat aan de slag in de wetswinkel samen met sociaal assistent Bob Bauterse. Ze helpt mensen die geen geld hebben om een advocaat te kunnen betalen. Frank Opdebeeck is meteen gecharmeerd door de prettige verschijning en neemt haar mee uit eten. Véronique wordt ook enkele keren ingeschakeld op het politiebureau, waar ze Geert Verschuren leert kennen. Om de mensen in Wittekerke beter te leren kennen nodigt ze hem bij haar thuis uit. Nadat Georges Coppens zegt dat ze voorzichtig moet zijn omdat hij zijn vrouw Linda nog niet lang geleden verloren is nodigt ze Georges en Magda ook uit. Al snel worden Véronique en Geert verliefd op elkaar en brengen ze meer tijd door met elkaar, wat zeer tegen de zin is van haar vader François, die ook geregeld naar Wittekerke afzakt. Hij wil Geert laten overplaatsen, maar dan komt hij voor zijn zaak pleiten. François zegt tegen Véronique dat hij Geert bewondert voor zijn moed om tegen hem in te gaan, al gelooft Véronique hier niet veel van. Véronique verdedigt Jos Verlackt, die door Georges en Geert meermaals onder vuur genomen wordt. Ze zegt dat ze in de rechtbank geen enkel bewijs tegen hem hebben. Geert kan niet om met het feit dat Véronique soms de verkeerde kant verdedigt en zij snapt niet hij zaken en privé niet gescheiden kan houden, waarop Geert de relatie verbreekt. Het gebouw van de wetswinkel werd verkocht en de gemeente besloot de winkel niet op een andere locatie te heropenen. Bob komt erachter dat een onderaannemer van François het gebouw gekocht heeft om Véronique dwars te zitten. François biedt Véronique een eigen praktijk aan waar ze maar wil, maar ze laat zich niet omkopen. Ze opent een praktijk in de oude pastorij waar Bob woont, hij heeft plaats genoeg hiervoor. Nadat haar cliënt Jos vermoord wordt door zijn vriendin Annie, omdat hij haar dochter verkrachtte en Christel vermoordde, neemt ze de verdediging van Annie op zich. Ze wil aantonen dat Annie niet zichzelf was, maar krijgt geen enkele medewerking. Hoewel het wettige zelfverdediging was wil Annie boeten voor de moord en zegt ze zelfs dat het moord met voorbedachten rade was. Bij het onderzoek leert Véronique inspecteur Bervoets kennen. Eerst heeft ze een afkeer voor hem, maar al snel worden ze verliefd en hebben ze een affaire. Ze legt haar ruzie met Geert bij en gaat samen met hem en Bob wat eten. Als ze terugkeren komen ze Bervoets tegen die achter drugsdealer Jacky Swerts aanzit. Hij maant de anderen aan om buiten te blijven en dringt een gebouw binnen. Jacky staat voor een raam en wordt in koelen bloede neergeschoten door Bervoets en valt uit het raam. In het politieverslag zegt hij dat Geert ook binnen was en dat hij zag dat Swerts zijn wapen wilde afnemen. Véronique was er helemaal niet. Als Geert haar dit vertelt verbreekt Véronique meteen de relatie met Bervoets. 
Nu ze het zonder haar vader wil redden gaat haar bankrekening al snel in het rood omdat Véronique nog steeds veel geld uitgeeft. Ze is op zoek naar een kamergenoot om de huur te delen. Het is niet makkelijk, maar uiteindelijk biedt Frank zich aan. Véronique is niet enthousiast in het begin, maar laat zich vermurwen. Frank heeft vernomen dat Nellie en Ronnie zich hebben verloofd, hij is stikjaloers en vastberaden om de verloving te dwarsbomen. Hij voert Ronnie dronken en Ronnie slaapt op de zetel bij Frank en Veronique in het appartement. De volgende ochtend ziet hij Veronique naakt onder de douche en daarna gaat het steeds beter tussen de twee. Franks plannetje lijkt te lukken wanneer hij Veronique en Ronnie ziet kussen. Ronnie wil stoppen maar laat zich toch nog door Véronique verleiden. Als Veronique haar vader laat regelen dat Simon geen twee jaar moet wachten voor een behandeling in een Zwitserse kliniek maar meteen kan gaan vindt Nellie dit verdacht. Als ze van Geert hoort dat de auto van Ronnie 's avonds bij Veronique stond confronteert ze haar en Véronique geeft toe. Ze verbreekt de relatie met Ronnie. Véronique denkt dat niets hen nog in de weg staat maar Ronnie ziet hun affaire als een vergissing. Als een gebroken vrouw verlaat ze Wittekerke en gaat ze naar Brussel.